# Bank Thalwil
Die Bank Thalwil Genossenschaft, gegründet 1841, ist eine vorwiegend regional tätige Bank am linken Zürichseeufer mit Hauptsitz in Thalwil und Geschäftsstellen in Kilchberg, Adliswil und Langnau am Albis. Sie bietet ihren Kunden alle gängigen Bankgeschäfte an.
Zahlen per 31. Dezember 2024: Bilanzsumme CHF 1.39 Mrd., Jahresgewinn CHF 2.2 Mio., Mitarbeitende 56.